# Elmet
Ve siècle – 627
Entités suivantes :
- Northumbrie

Elmet ou Elfed était un royaume celtique de langue cambrienne de Bretagne du nord (Ve siècle - VIIe siècle) fondé par des Brigantes, couvrant à peu près l’étendue du West Riding du Yorkshire. On pense qu’il était bordé par la Sheaf et la Mercie au sud, la Wharfe à l’est, le Deira au nord et le Craven (peut-être un pays indépendant) à l’ouest. Les habitants se nommaient Loides, terme qui serait à l’origine des toponymes Ledston, Ledsham, Leathley et Leeds.
Elmet fut conquis par la Northumbrie en 616 ou en 626. Il a laissé des traces dans les annales et la toponymie, ainsi que des vestiges de travaux défensifs aux alentours de Barwick-in-Elmet. On trouve dans la région un certain nombre de noms de lieux débutant par Ecles- et Wal- qui seraient d’origine cambrienne. 

## Histoire
Elmet était avec Rheged, Strathclyde, Ebrauc, Bryneich et Gododdin l’un des royaumes de Bretagne du nord. Il pourrait être issu de la scission d’un plus grand royaume dirigé par le légendaire Coel Hen. Dans l’Histoire du Pays de Galles, Nennius relate comment Edwin de Northumbrie occupa Elmet et en chassa le roi Certic, qui pourrait être Ceredig ap Gwallog. Selon l’Histoire ecclésiastique du peuple anglais de Bède le Vénérable, Hereric, père de Hilda de Whitby, fut tué à sa cour. Bien qu’il ne parle pas de royaume mais seulement de la forêt d’Elmet, Bède mentionne l’existence d’une résidence royale et d’une bataille de Winwaed dans la région de Loidis qui pourrait être l’actuelle Leeds.
Elmet devait avoir des liens avec le Pays de Galles. Nombre de ses rois sont mentionnés dans les sources galloises et Taliesin composa un poème pour Gwallog ap Llaennog qui régnait à la fin du VIe siècle. Une inscription chrétienne de Gwynedd signale la tombe d’Aliortus d’Elmet . Un cantref (division administrative) de Dyfed s’appelait Elfed. 
Vers la fin du VIe siècle, Elmet dut faire face aux tentatives d’expansion des royaumes anglo-saxons de Deira et de Mercie. Le royaume participa à l’alliance de 590 contre les Angles de Bernicie ; le roi Gwallog fut tué dans les combats. C’est sans doute après l’effondrement de l’alliance contre les anglo-saxons et le meurtre d’Urien de Rheged que les fossés défensifs de Barwick-in-Elmet furent creusés. L’invasion d’Elmet en 616 peut être liée au fait que l’exilé saxon Hereric y avait trouvé refuge ou y avait été empoisonné. Le royaume fut incorporé dans la Northumbrie à Pâques 627. Les Elmetsæte « habitants d'Elmet » sont recensés dans le Tribal Hidage du VIIe siècle tardif comme habitant un territoire de 600 hides. Ils devaient encore résider au Yorkshire de l'Ouest durant la période saxonne et ont dû s’allier au Gallois Cadwallon ap Cadfan de Gwynedd quand il reprit brièvement la région à la Northumbrie en 633.

### Rois d’Elmet
- Masgwid Gloff (~460 - ~495)
- Llaennog ap Masgwid (~495 - ~540)
- Arthuis ap Masgwid (~540 - ~560)
- Gwallog ap Llaennog (~560 - 590)
- Ceredig ap Gwallog (590 - 617) mort 618/625